# Ванкевич, Юрий Иванович
Юрий Иванович Ванкевич (26 января 1946, Киев) — советский футболист, защитник, полузащитник. Советский и украинский тренер. Мастер спорта СССР (1970).
Воспитанник ДЮСШ «Динамо» Киев, тренер Б. М. Корсунский. В первенстве класса «Б» 1965 года играл за «Динамо-2». В 1966 году сыграл 32 матча за дубль «Динамо». 3 декабря 1967 дебютировал в чемпионате СССР, сыграв матч против «Динамо» Минск (0:1). В 1968—1970 годах провёл в чемпионате 27 игр. 1971 год отыграл в первой лиге за «Металлист» Харьков. В 1972 провёл 15 игр во второй лиге в составе «Автомобилиста» Житомир, затем переехал в Донецк, где с 1973 года играл за «Шахтёр». Последний матч провёл 16 июня 1976 года против «Арарата» (0:2) — был заменён на 60-й минуте. Числился в составе в 1977 году, но на поле не выходил. Серебряный призёр 1975 года.
Работал тренером в «Угольке» Горловка (1981), старшим тренером в команде, переименованной в «Шахтёр» в 1982—1985 годах. Главный тренер клубов «Шахтёр» Снежное (1989), «Прометей»/«Медита» Шахтёрск (1991—1992, 1993), «Химик» Северодонецк (1992, 1994—1995, 1996—1997), «Молния» Северодонецк (2000—2003).
Работал инспектором на матчах.